# Alan Frank
Alan Frank Schlang Rodrigues Alves (Salvador, 30 de março de 1973), mais conhecido por Alan Frank, é um tecladista, cantor, ator, apresentador de televisão e renomado médico brasileiro, especializado em oftalmologia e com pós-graduação em medicina estética. 
Foi o tecladista e vocalista da banda Polegar que foi uma das bandas jovens de maior sucesso de todos os tempos. Participou de todas as suas formações entre os anos de 1989 a 2015 .
Sempre discreto, foi o único a permanecer em todas as formações que o grupo teve, participando na gravação dos cinco CDs gravados pelo Polegar. Participou de vários programas de rádio e TV, além de ter gravado o filme Uma Escola Atrapalhada com Gugu, Os Trapalhões, Angélica e Supla, entre outros. Ao mesmo tempo que estava no Polegar, formou-se em medicina, com especialização em oftalmologia e pós-graduado em medicina estética, tendo servido a Força Aérea Brasileira e alcançado o posto de Primeiro-Tenente da Aeronáutica.
Foi apresentador dos programas "Casa Mágica", da Rede Record, "Transa Jovem" da TV Record (MG) e do programa de vídeo publicidade "TV Serviços, Negócios e Oportunidades" no canal 21, além de ser jurado do Programa Raul Gil. Em 2006, candidatou-se a deputado estadual, mas não se elegeu, apesar da expressiva votação recebida - cerca de 10 mil votos.
Alan está divorciado, tem quatro filhos e mora na cidade de São Paulo, exercendo a sua profissão em hospitais como Einstein e Rede Dor São Luiz. 
Possui clínica em Alphaville.  